# Anadenanthera colubrina
Anadenanthera colubrina là một loài thực vật có hoa trong họ Đậu. Loài này được (Vell.) Brenan miêu tả khoa học đầu tiên.

## Hình ảnh

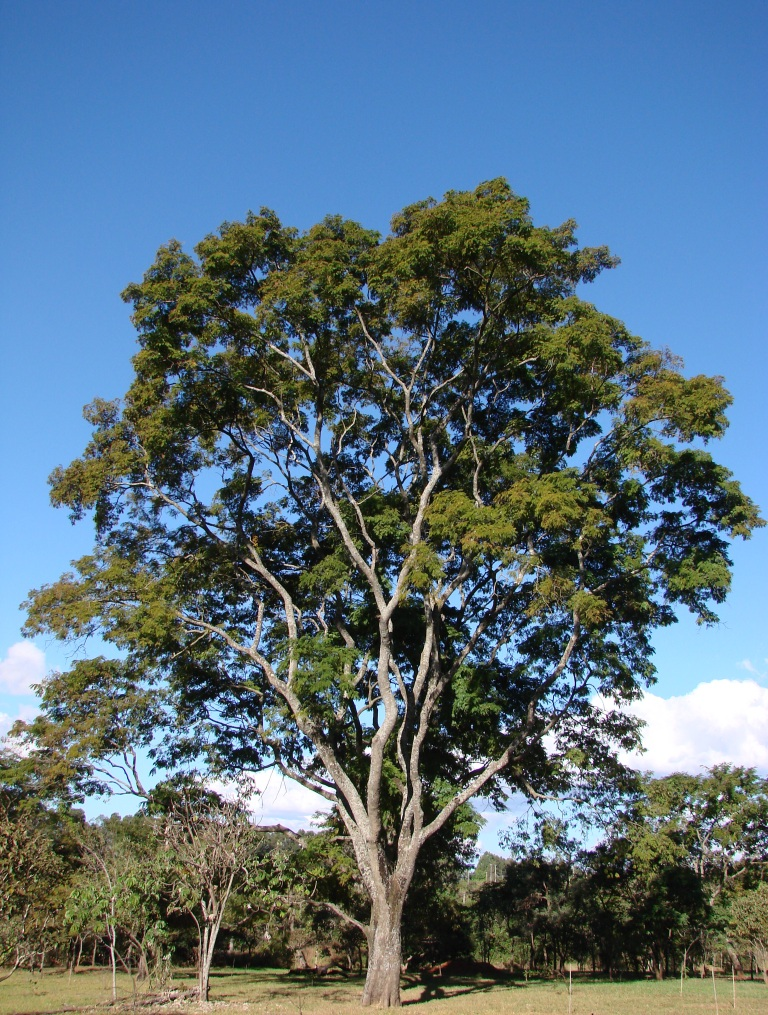
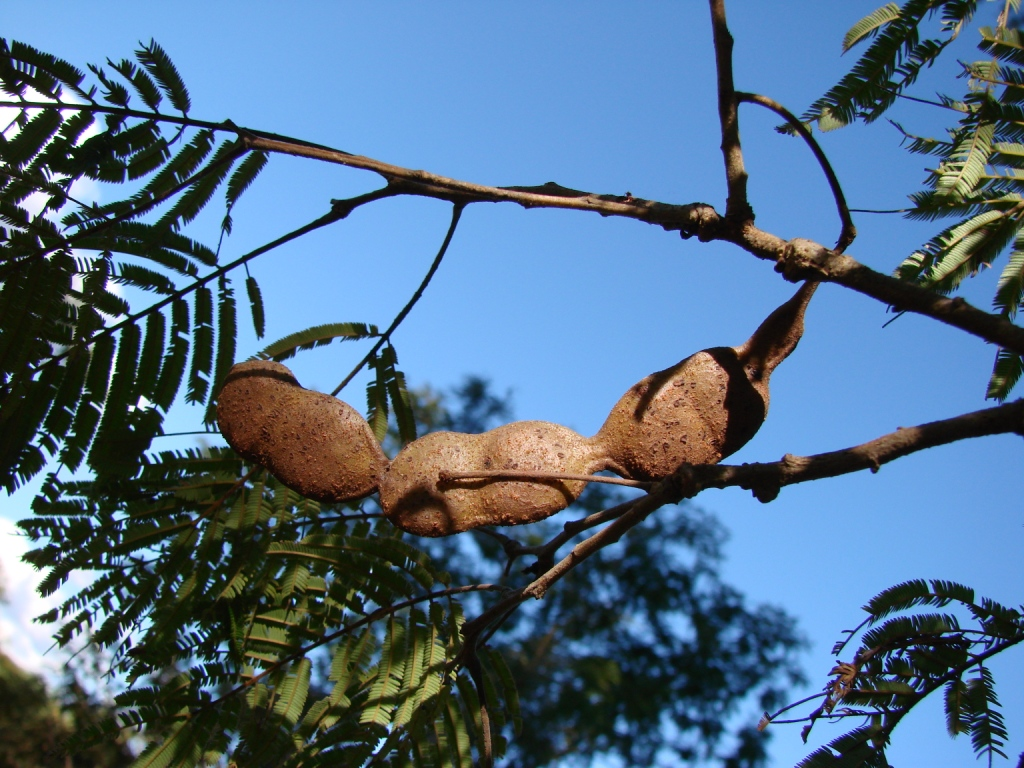
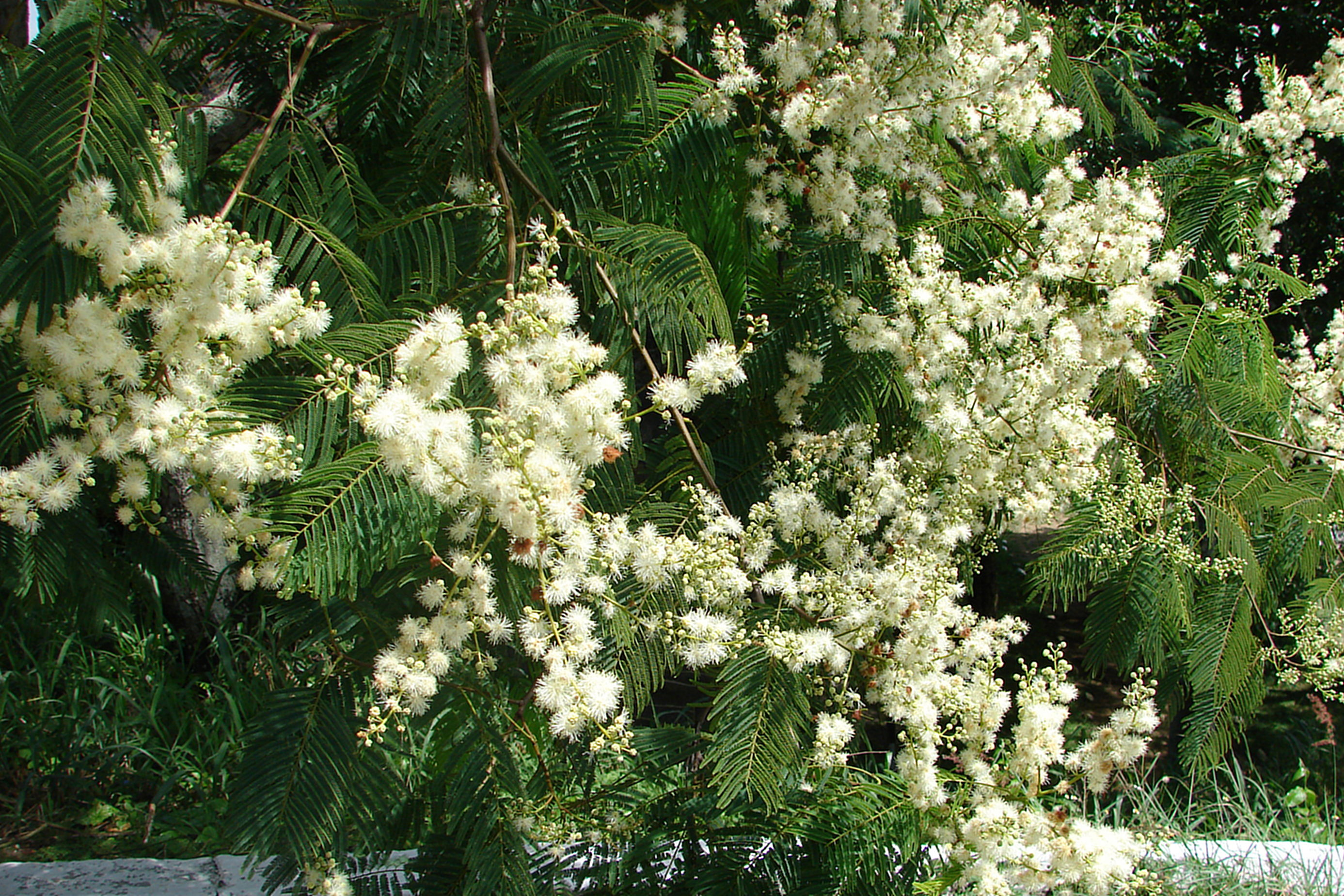
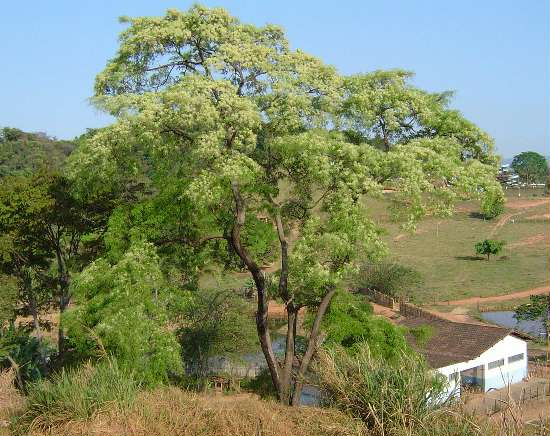